# Ersin Onay
Ersin Onay   (Istanbul, 1949 - 23 de maig de 2023) va ser un pianista i professor turc.
Va iniciar la seva formació de piano als 4 anys. El 1955 va ingressar al Conservatori Municipal d'Istanbul. Després, va estudiar amb Fuad Türkay i Ulvi Cemâl Erkin al Conservatori Estatal d'Ankara el 1959 i es va graduar el 1968. Va treballar amb pianistes i pedagogs com Pierre Sancan, Thierry de Brunhoff i Pierre Fiquet a París. Va aprendre el virtuosisme de l'École Normale de Musique de Paris, fundada per Alfred Cortot el 1971, i la llicència d'aprenentatge del 1973, amb el primer premi i els premis especials del jurat (Premis nominals amb felicitació del jurat). Després de completar la seva formació a París, va ser designat al Conservatori Estatal d'Istanbul el 1974, on entre els seus alumnes tingué a Mertol Demirelli. Fins al 1980, va treballar com a cap de departament i gerent en aquesta institució.
Ersin Onay es va casar amb la pianista Gülsin Onay entre el 1973 i el 83 i era el pare de l'artista Erkin Onay.